# Emmerich am Rhein
Pour les articles homonymes, voir Emmerich.
Emmerich am Rhein (en néerlandais : Emmerik) est une ville allemande située en Rhénanie-du-Nord-Westphalie, dans l'arrondissement de Clèves. C'est la dernière commune allemande située sur la rive droite du Rhin avant la frontière avec les Pays-Bas. Les habitants y parlent un dialecte néerlandais, le kleverlands (de).
La ville s'est édifiée après l'an mil autour de l'abbaye impériale d’Elten.

## Histoire
| Appartenances historiques Comté de Clèves 1355-1417 Duché de Clèves 1417-1795 Royaume de Prusse 1795-1806 Grand-duché de Berg 1806-1813 Royaume de Prusse (Province de Juliers-Clèves-Berg) 1815-1822 Royaume de Prusse (Province de Rhénanie) 1822-1918 République de Weimar 1918-1933 Reich allemand 1933-1945 Allemagne occupée 1945-1949 Pays-Bas 1949-1963 (seulement le village d'Elten) Allemagne 1949-présent |

## Personnalités liées
- Agnes Block (29 octobre 1629 – 20 avril 1704) collectionneuse d'art et horticultrice y est née
- Gregor Schwake (1892-1967), bénédictin y est né ;
- Alex Müller, pilote automobile y est né ;
- Nico Hülkenberg (1987-), pilote automobile, recordman du nombre de départ en F1 (178) sans podium, y est né.
- Heinrich Göring (1838 - 1913), avocat fonctionnaire allemand, gouverneur du Sud-Ouest africain allemand et père d'Hermann et d'Albert Göring y est né.
- Ann-Kathrin Brömmel (1989-), mannequin y est née.
- Haimric (en runes mérovingiennes : ᚺᚨᛁᛗᚱᛁᚲ), un guerrier Franc germanique natif d'Emmerich am Rhein, qui a aidé Clovis à vaincre les Wisigoths d'Alaric II à la Bataille de Vouillé avant de s'installer à Tours.
- Robin Gosens (1994-), footballeur, y est né

## Galerie

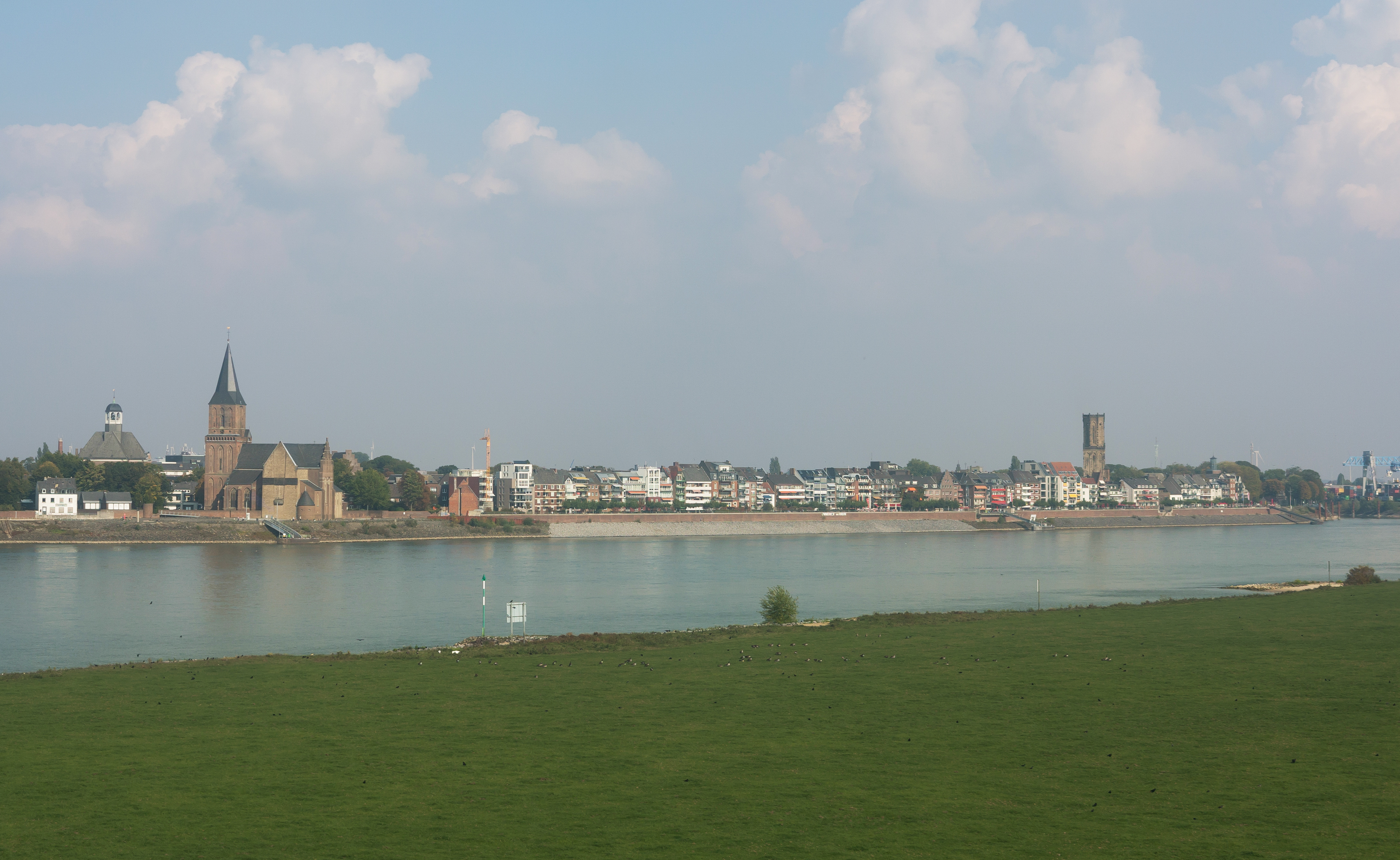
Emmerich, vue dans la ville depuis le pont Rheinbrücke
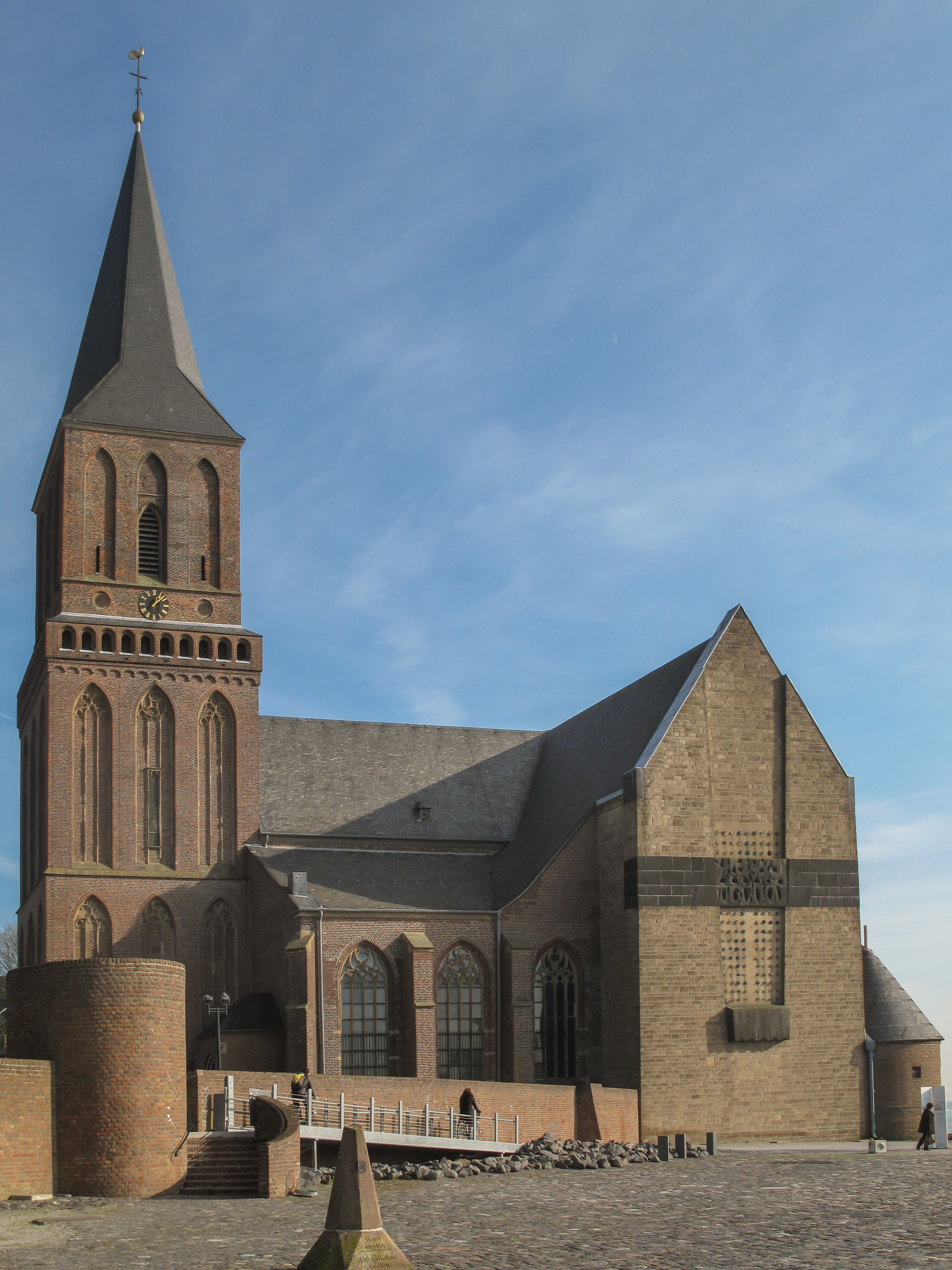
Emmerich, l'église: Sankt Martinikirche
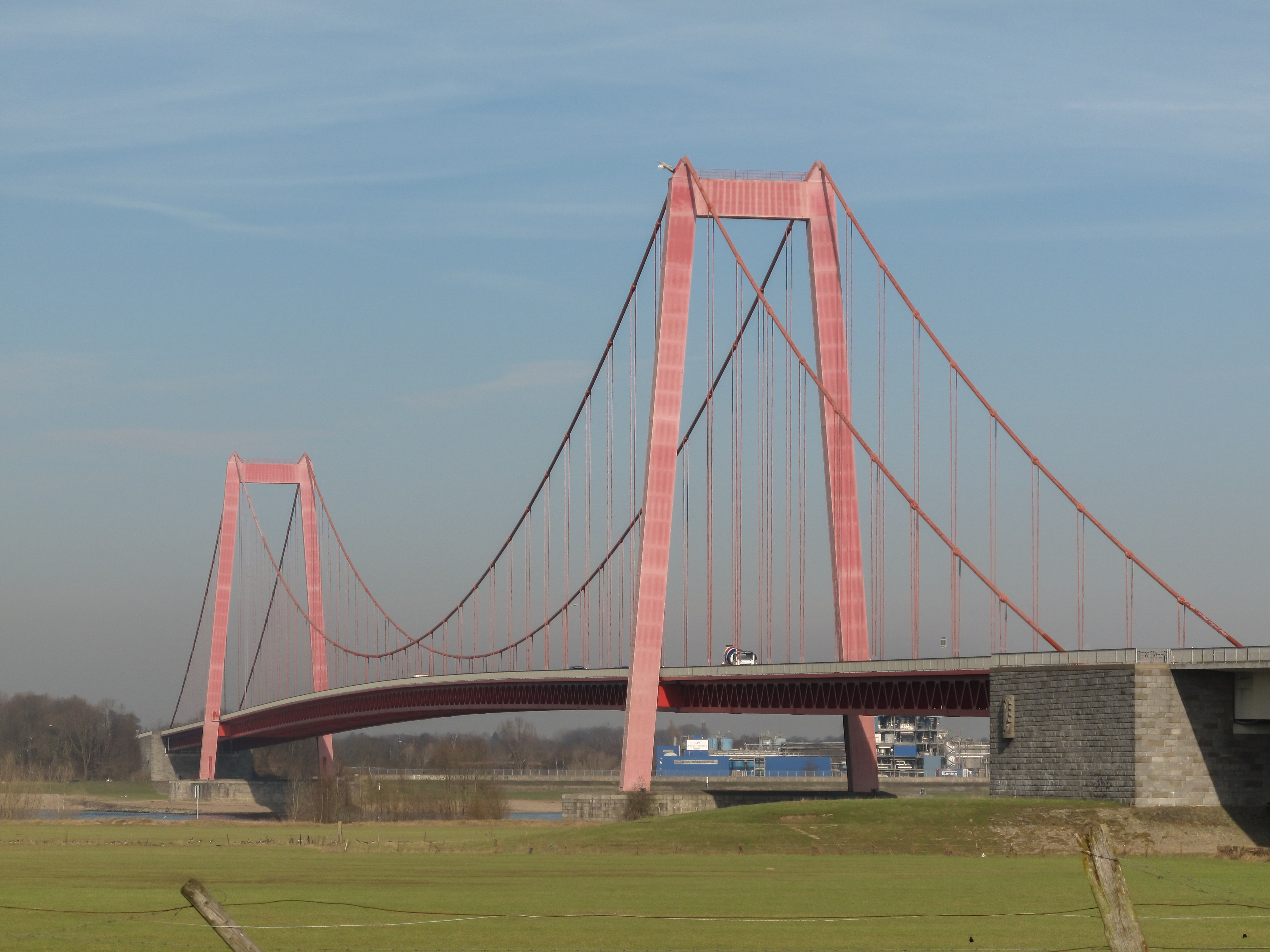
Emmerich am Rhein, le pont sur le Rhin
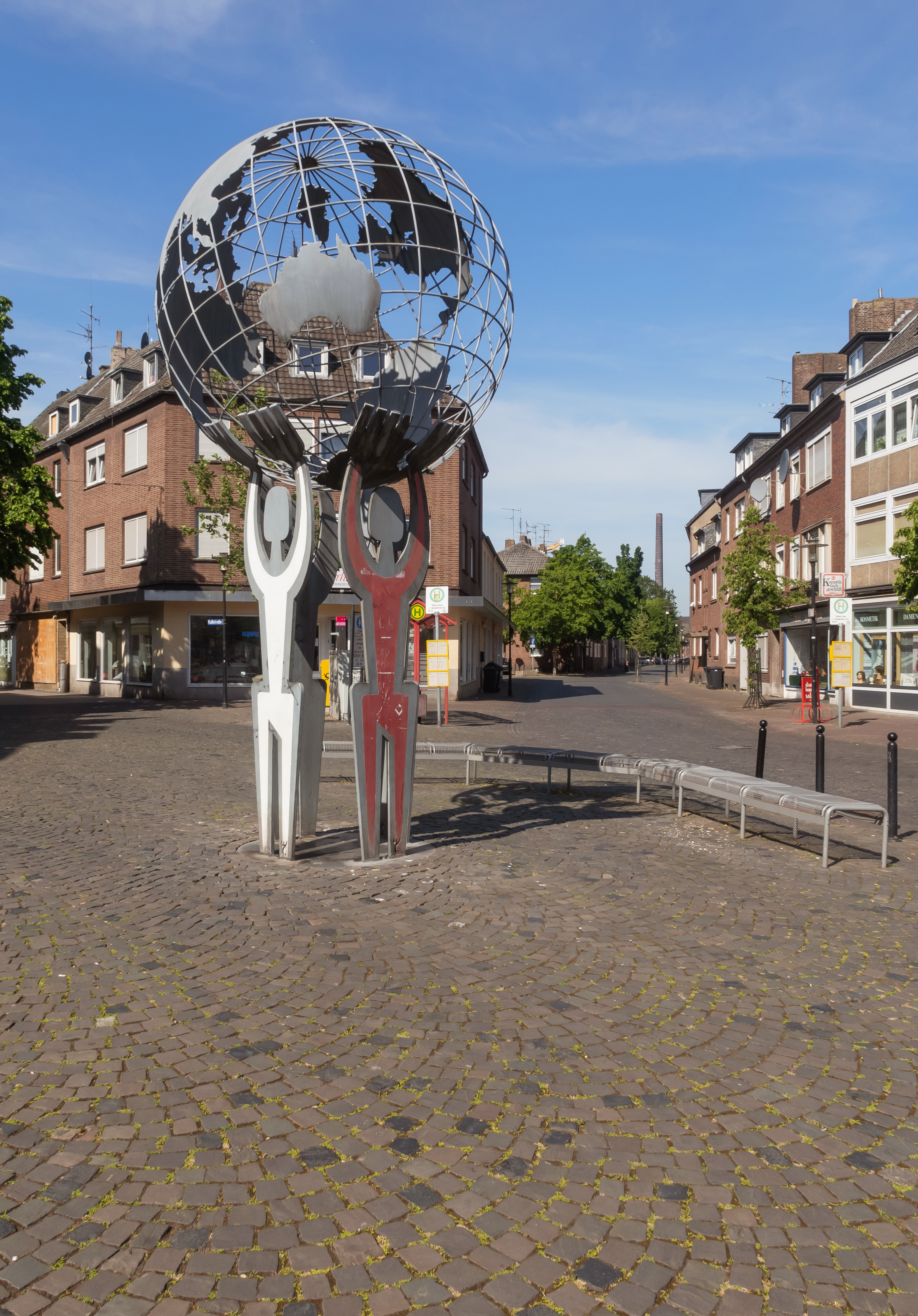
Emmerich am Rhein, la sculpture à la Wollenweberstrasse
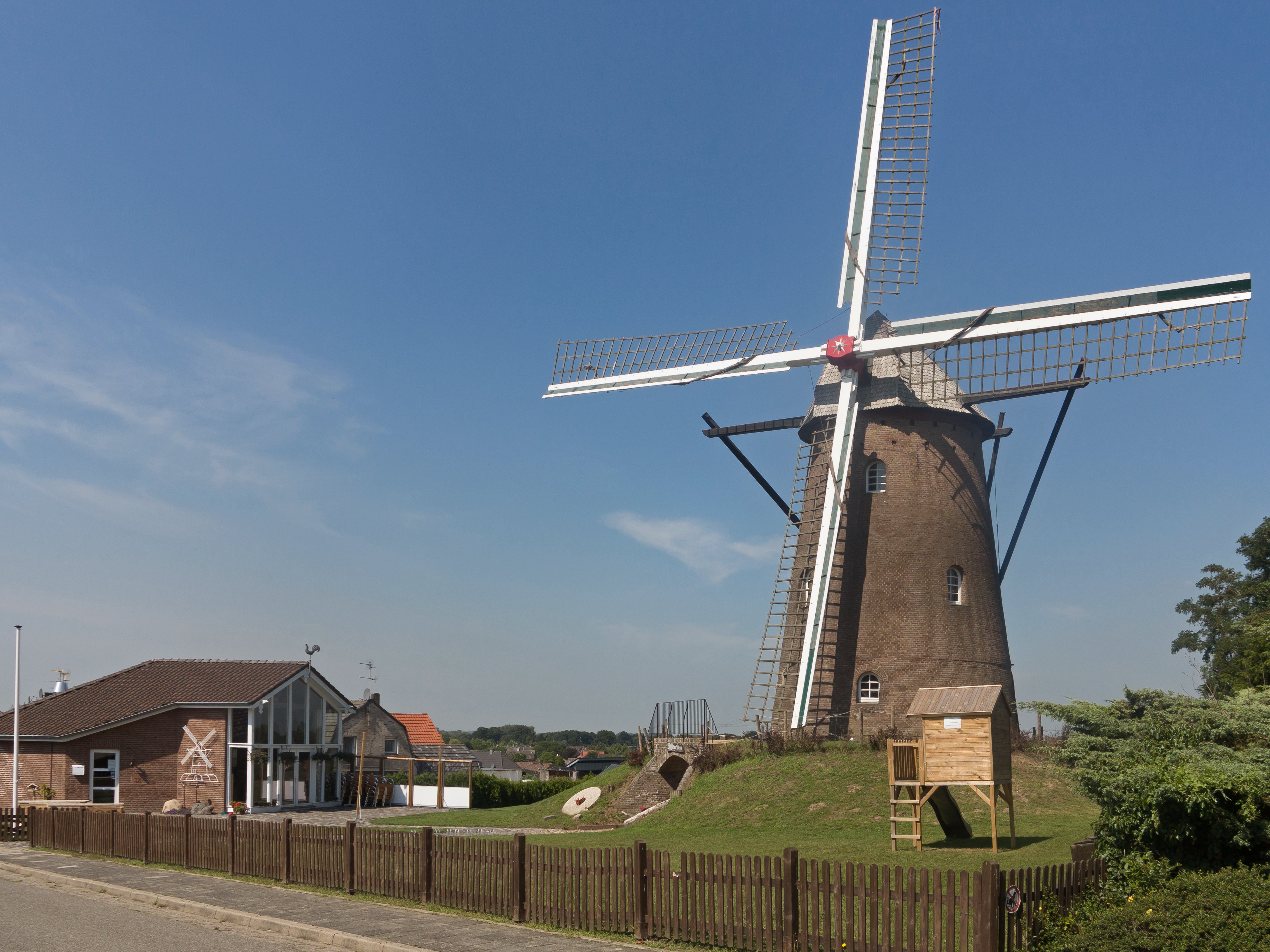
Elten, le moulin: Gerritzens Mühle
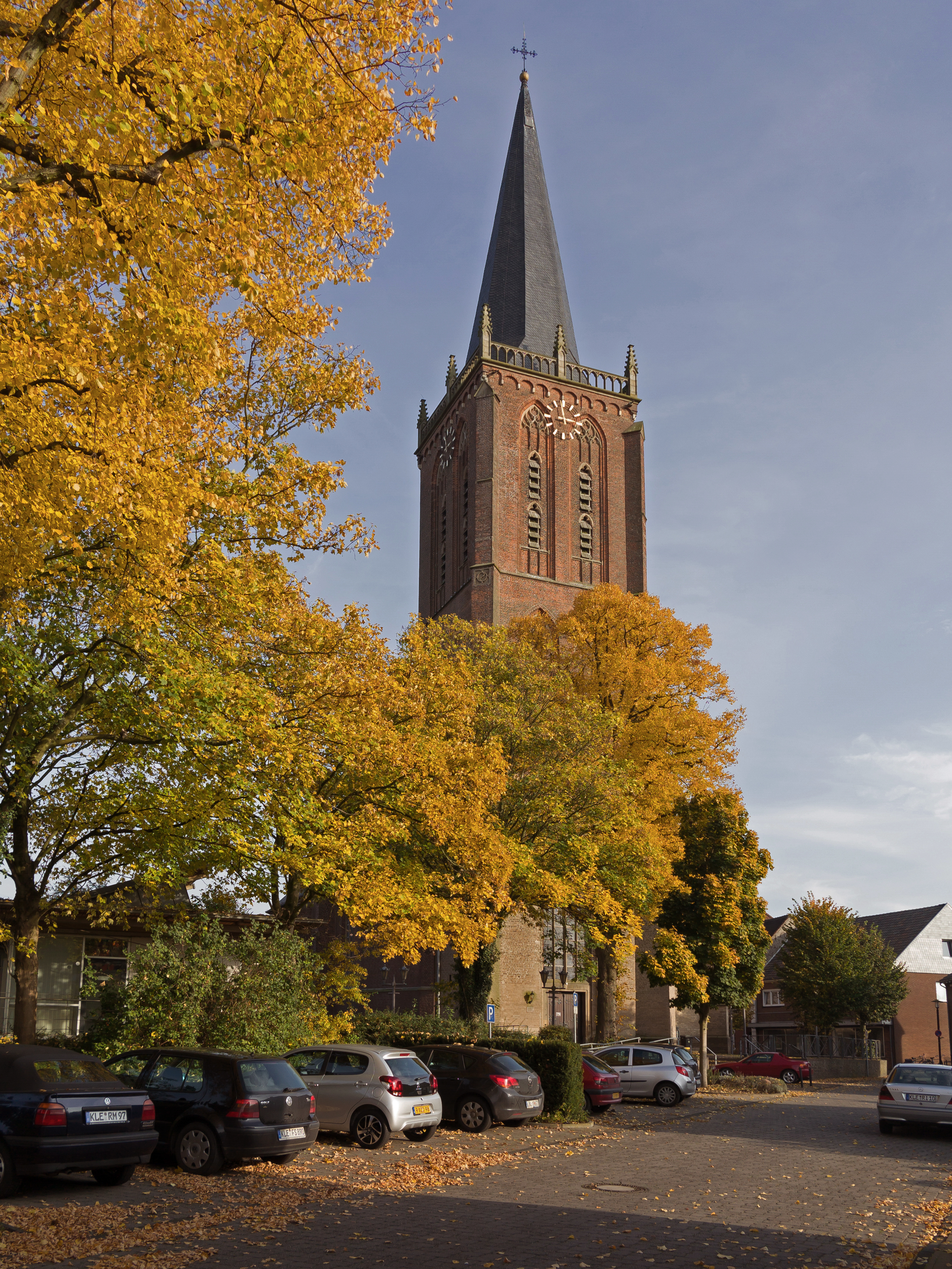
Elten, l'église: Pfarrkirche Sankt Martinus
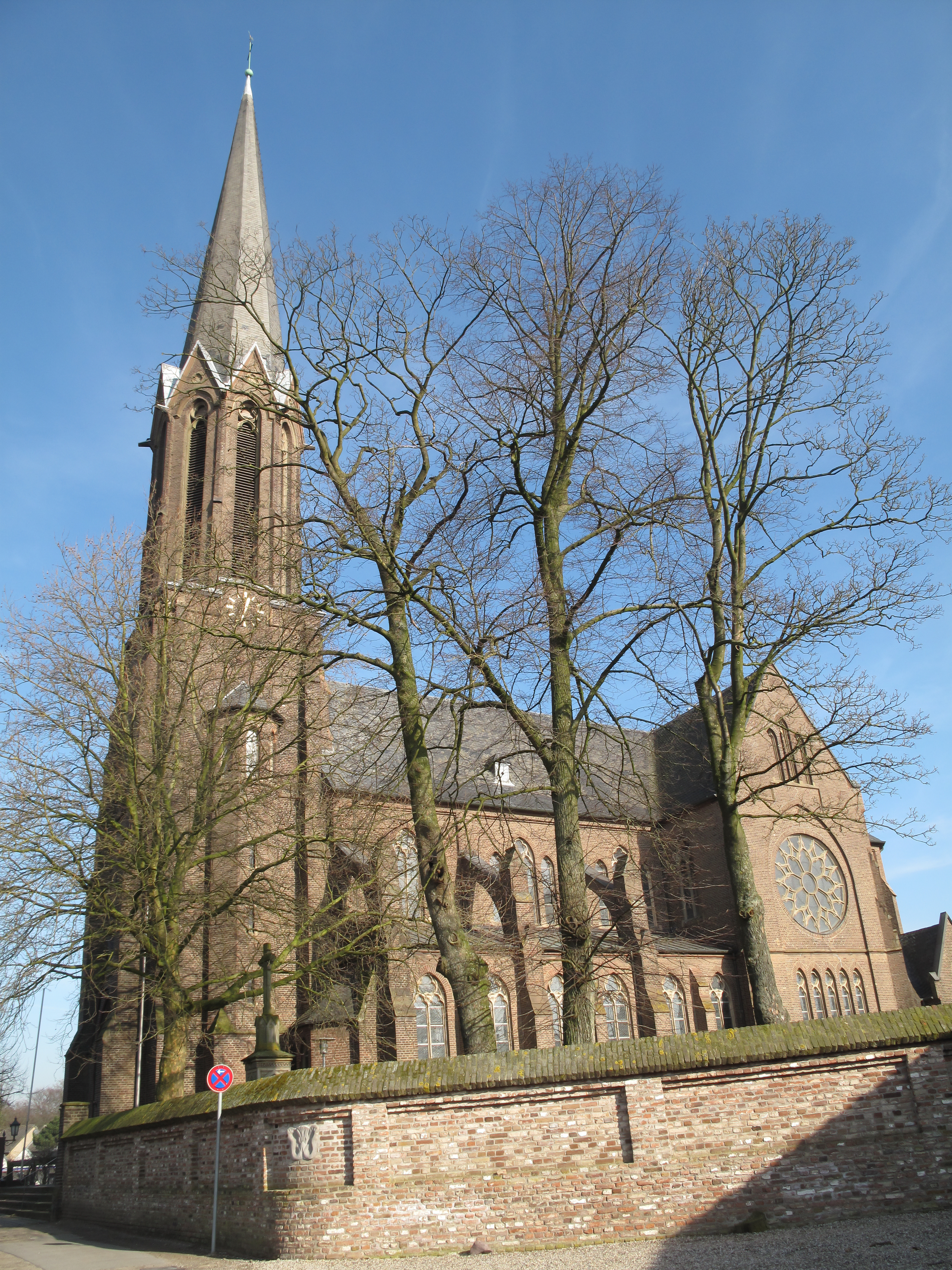
Hüthum, l'église: Sankt Georg Kirche